# Werner Goldberg
Werner Goldberg (Berlim, 3 de outubro de 1919 — Berlim, 28 de setembro de 2004) foi um soldado alemão de ascendência judia, ou Mischling, na terminologia nazista, que serviu brevemente na Segunda Guerra Mundial.
Em 1939 a propaganda nazista usou a foto de Werner Goldberg para a confecção de um pôster para o Serviço de Recrutamento do Exército. Numa das legendas do pôster estava escrito: "O soldado alemão ideal".
Werner Goldberg resgatou o pai, judeu nato que se havia convertido ao protestantismo, da Gestapo.
As Leis de Nuremberg, de 1935, recrutaram praças de casamentos mistos entre judeus e alemães para o Exército. Cerca de 150.000 Mischling serviram no exército alemão durante a Segunda Guerra Mundial.

## Polêmica
A foto de Werner Goldberg esteve envolvida em uma nova polêmica, na Rússia, em 22 de junho de 2015, dia em que se comemora o 74º aniversário da invasão da União Soviética pelas tropas alemãs. As autoridades da cidade de Tobolsk, na Sibéria, decidiram inaugurar um monumento aos "defensores da pátria em todas as épocas". O escândalo começou quando a população descobriu que na lápide tinha sido gravado o busto de Werner Goldberg, soldado alemão escolhido pela propaganda nazista para representar o "soldado alemão ideal". A autora da lápide gostou da foto do soldado alemão e passou-a para o granito.